# Ратьзя (аеропорт)
Аеропорт Ратьзя (в'єт. Sân bay Rạch Giá), (IATA: VKG, ICAO: VVRG) — в'єтнамський комерційний аеропорт, розташований за 10 км від міста Ратьзя (провінція К'єнзянг).

## Авіакомпанії й пункти призначення
| Авіакомпанія     | Місто прибуття (аеропорт) |
| ---------------- | ------------------------- |
| Vietnam Airlines | Фукуок, Хошимін           |